# Kolonnkörning

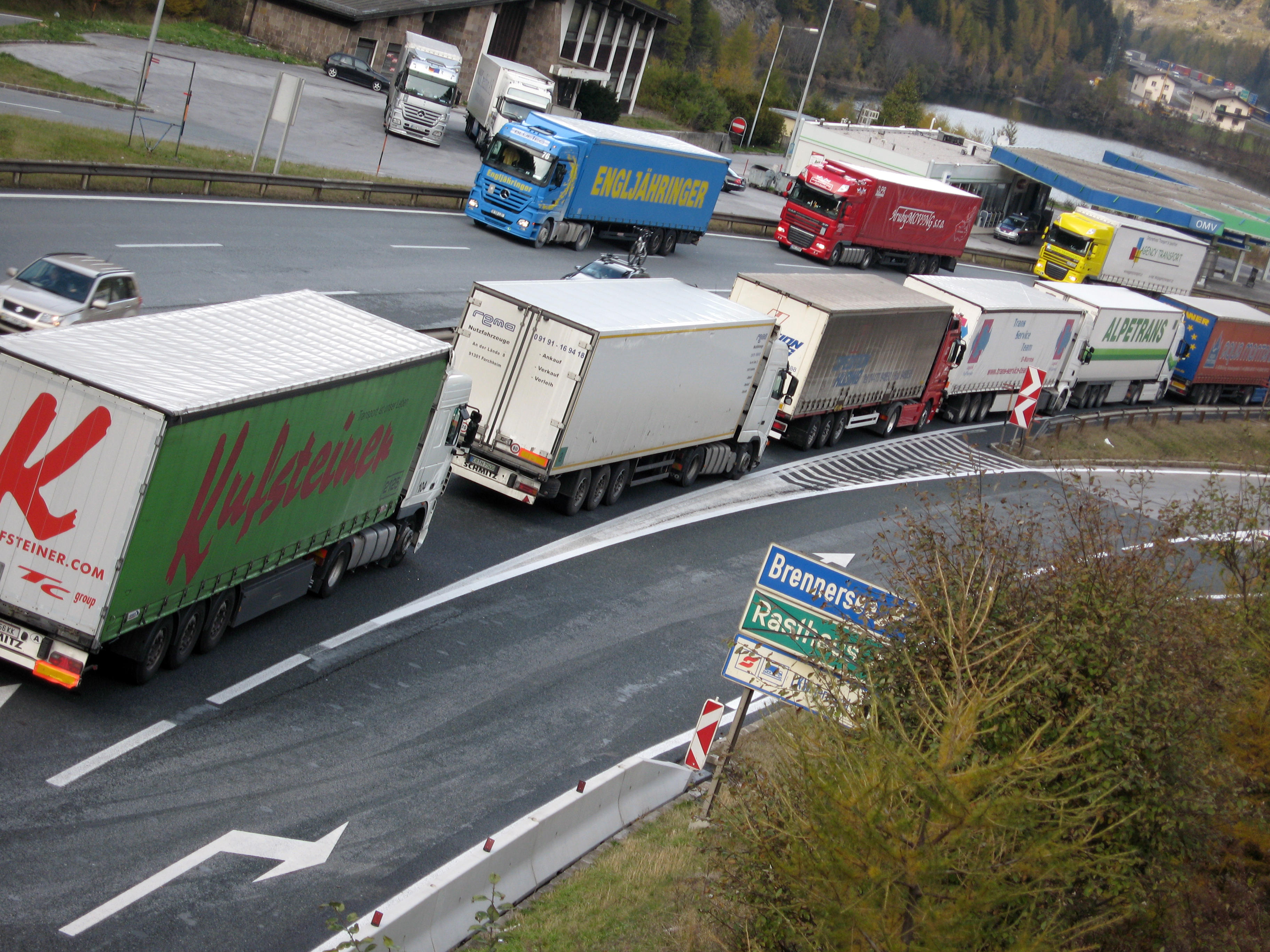
Kolonnkörning.

Kolonnkörning, även platooning, är när flera fordon planlagt kör tätt efter varandra.
Kolonnkörning förekommer bland annat när en väg endast är öppen för trafik efter en ledbil (ofta en plogbil). När en väg stängs för kolonnkörning, väntar man till dess att tillräckligt många fordon har samlats (ett antal som ledbilsföraren bestämmer).
Kolonnkörning förekommer ofta på fjällpassager under vintern när vädret är för dåligt för att vägen ska kunna hållas öppen permanent. Det är hård vind i kombination med snöfall som är den vanligaste anledningen till att kolonnkörning behövs, eftersom vägen fort yr igen, och att sikten blir dålig så att förare ovana vid vägen inte bör köra utan någon framför sig. Det kan också användas under vägarbeten, till exempel i tunnlar, för att säkert leda trafiken förbi vägarbetsplatsen utan fara för vägarbetarna.
På vintern kan kolonnkörning vara farligt. Bilar som plogbilsföraren inte anser vara tillräckligt säkra för kolonnkörning nekas delta i kolonnen. För att undvika att någon tappar kontakten med kolonnen brukar man ha en bil sist som har radiokontakt med ledbilen och kan få ned farten.
Kolonnkörning förekommer mest i länder med vägar i fjällterräng, till exempel Norge. Det sker flera gånger per år i norra Sverige, bland annat på riksväg 95. Vid extrema snöoväder tillämpas kolonnkörning även i de södra delarna av landet.[källa behövs]
Kolonnkörning förekommer även i samband med vägarbeten där det av olika skäl är nödvändigt att enkelrikta långa sträckor.